# Підсрібник Лаодіка
Підсрібник Лаодіка (Argynnis laodice) — вид денних метеликів родини сонцевиків (Nymphalidae).

## Назва
Вид названо на честь персонажа давньогрецької міфології Лаодіки — дочки Пріама й Гекаби, коханої Акаманта, після смерті якого вона померла з туги.

## Поширення
Вид поширений у Скандинавії, Східній Європі, Росії, на північному заході Казахстану, у Маньчжурії (Китай), Кореї та Японії.

## Опис
Довжина переднього крила 24-35 мм. Зверху крила насичено-рудого забарвлення. Нижня частина заднього крила з однією або декількома вузькими блискучими перев'язями або лініями. Постдискальна область низу заднього крила фіолетова, різко контрастує з жовтуватими дискальною і базальною частинами, від яких відділена вузькою перламутровою смугою.
Гусениця чорно-сірого забарвлення з жовтою розірваною смугою на спині, з шістьма темними плямами з боків тіла. Голова гусениці червонувато-сіра. Лялечка блискуча, темно-бура, в дрібну чорну смужку.

## Спосіб життя
Метелики літають у липні-вересні. Гусінь можна спостерігати у серпні-жовтні. Кормовими рослинами гусені є фіалка болотна та фіалка собача. Зимує на стадії гусениці.

## Охорона
Вид занесено до списків рідкісних і зникаючих видів тварин Львівської та Сумської областей.